# 大喜多正毅
大喜多 正毅（おおきた まさき、1968年10月5日 - ）は、日本の映像作家。MVやライブ映像などを手がける。

## MV作品
- ASIAN KUNG-FU GENERATION - 「スタンダード」「ブラッドサーキュレーター」
- AFTERSCHOOL - 「Diva」
- [Alexandros] - 「NEW WALL」
- 175R - 「メロディー」「グラフィティー (KIT KAT Edition)」「ORANGE」「PICASSO」「夕焼けファルセット」「GLORY DAYS」「旅人」「夏のマボロシ」
- VAMPS - 「MEMORIES」「PIANO DUET」
- UVERworld - 「CHANCE!」「just Melody」「儚くも永久のカナシ」『LIVE at Avaco Studio』　｢REVERSI｣ ｢IMPACT｣「WE ARE GO」「DECIDED」
- AIR DRIVE - 「初心」
- A.B.C-Z - 「Reboot!!!」「テレパシーOne! Two!」「Future Light」「Rock with U」「DAN DAN Dance!!」「GAME OVER!!!」
- Hey! Say! JUMP - 「Fate or Destiny [2]」「〜Hey! Say! JUMP プレミアムナイト〜 Special Performance[3]」
- NGT48 - 「純情よろしく」
- NEWS - 「TRIAD [4]」「Tick-Tock [5]」「NEWS PREMIUM LIVE 2 [6]」「「音楽」 -AFTER BREATH- [7]」
- NGT48 - 「純情よろしく」
- lol -「girlfriend」「perfect summer」
- 大田クルー - 「大田区よいとこ一度はおいでチョイナチョイナ」
- 大嶽香子 - 「All I Want For Christmas Is You」
- 川口大輔 - 「HIGH CRIME」「Not Alone」
- KICK THE CAN CREW 「スーパーオリジナル」「SummerSpot」
- KREVA - 「Have a nice day!」「瞬間speechless」「居場所」「音色 〜2019 Ver.〜」「タンポポ feat. ZORN」
- 黒木渚 - 「ふざけんな世界、ふざけろよ」「解放区への旅」
- 阪本奨悟 - 「Fly」
- Salyu - 「LIBERTY」 「iris 〜しあわせの箱〜」
- ZAN - 「風籟 〜Furai〜」
- SunSet Swish - 「君がいるから」
- SHERBETS - 「BrixtonMadnessPartyGeneration」
- JUJU - 「Anniversary」「Hold me, Hold you」
- スキマスイッチ - 「アイスクリーム シンドローム」
- スヒョン (from U-KISS) - 「君だけを」
- ソナーポケット - 「愛をこめて贈る歌」「ONE-SIDED LOVE」
- 竹内まりや - 「スロー・ラヴ」
- タッキー&翼 - 「山手線外回り」「WonderlanDream」
- TETSUYA - 「Make a Wish」「愛されんだぁ I Surrender」「白いチューリップ」
- Dragon Ash - 「Ode to Joy」
- AAA - 「Let it beat!」
- ナチュラル ハイ - 「プロローグ」「君がくれた日」「LAH LAH LAH」「LIFE」
- HIGH and MIGHTY COLOR - 「PRIDE」「RUN☆RUN☆RUN」「OVER」
- 伴都美子 - 「Flower」
- BiSH - 「オーケストラ」「Life is beautiful」
- 日向坂46 - 「世界にはThank you!が溢れている」「月と星が踊るMidnight」
- 平原綾香 - 「BLESSING 祝福」
- V6 - 「星が降る夜でも」「グッデイ!!」
- 藤原さくら -「Someday」
- 4Minute - 「Love Tension」
- BREATHE - 「So High」「It's OK!!～キミがいるから～」「Queen B」
- 降谷建志 - 「Prom Night」
- BONNIE PINK - 「眠れない夜」
- 三浦大知 - 「The Answer」「No Limit featuring 宇多丸(from RHYMESTER)」
- Mr.Children - 「Sign」「HANABI」
- mink - 「Eternal Love」
- ゆず - 「もうすぐ30才」「今夜君を迎えに行くよ」「公園通り」「マスカット」
- UNISON SQUARE GARDEN - 「流星のスコール」「桜のあと（all quartets lead to the？）」「harmonized finale」「リニアブルーを聴きながら」
- L'Arc〜en〜Ciel - 「YOU GOTTA RUN」
- RYTHEM - 「願い」「ココロビーダマ」「20粒のココロ」「三日月ラプソディー」「ホウキ雲」「万華鏡キラキラ」「一人旅シャラルラン」
- リトル・バーリー - 「ペイ・トゥ・ジョイン」
- Ryohei - 「you said…」
- WISE - 「Mirror feat.Salyu」
- 和楽器バンド -「起死回生」
- ONE☆DRAFT - 「TRAIN」「ワンダフルデイズ」「夜空」
- Da-iCE -「TOKYO MERRY GO ROUND」
- EMPiRE -「EMPiRE originals」

他